# Shane Black
Shane Black (Pittsburgh, 16 december 1961) is een Amerikaanse regisseur, scenarioschrijver en acteur. Hij werkte mee aan bekende films als Lethal Weapon (1987), Kiss Kiss Bang Bang (2005), Iron Man 3 (2013) en The Nice Guys (2016).

## Biografie
Shane Black werd in 1961 geboren in Pittsburgh (Pennsylvania). Zijn vader werkte voor een uitgeverij en bracht hem in contact met de hard-boiled fictieverhalen van auteurs als Mickey Spillane en Donald Hamilton.
Als tiener verhuisde hij met zijn gezin naar Fullerton (Californië). Hij sloot zich vervolgens aan bij Sunny Hills High School en studeerde later ook aan de Universiteit van Californië in Los Angeles, waar hij de studierichting film en theater volgde. Op aanraden van zijn klasgenoot Fred Dekker koos hij ervoor om als schrijver aan de slag te gaan. Ook zijn broer, Terry Black, begon in die periode met het schrijven van filmscenario's.

### Filmcarrière
In de jaren 1980, na onder meer als gastheer gewerkt te hebben voor een bioscoop in Westwood, waagde Black zijn kans als scenarioschrijver. Hij ontwikkelde het verhaal The Shadow Company, een bovennatuurlijke thriller die zich in Vietnam afspeelde. Dankzij Dekker leidde dit script tot de aanwerving van een belangenvertegenwoordiger en enkele interessante ontmoetingen met studiobazen. Uiteindelijk schreef hij in zes weken tijd het scenario Lethal Weapon, dat hij voor 250.000 dollar verkocht aan Warner Bros.. Het script zou verfilmd worden door producenten Joel Silver en Richard Donner. Als een gevolg kreeg Black ook een bijrol in Silvers actiefilm Predator. Daarnaast schreven Black en Dekker ook het scenario voor de horrorkomedie The Monster Squad, dat net als Lethal Weapon en Predator in 1987 werd uitgebracht.
Black werkte aanvankelijk ook mee aan het verhaal voor de sequel Lethal Weapon 2 (1989), maar stapte op na enkele conflicten met de studio. Na een sabbatical van twee jaar werkte hij vervolgens een oud idee uit tot het scenario voor The Last Boy Scout. Het script, dat in 1991 zou verfilmd worden, werd verkocht voor 1,75 miljoen dollar. Daarnaast ontving hij ook een miljoen dollar voor het herschrijven van de actiefilm Last Action Hero (1993) en een recordbedrag van 4 miljoen dollar voor het script van The Long Kiss Goodnight (1994).
In 2005 maakte Black zijn regiedebuut met de misdaadkomedie Kiss Kiss Bang Bang, waarvoor hij zelf het scenario schreef. De film maakte deel uit van de comeback van acteur Robert Downey jr., die enkele jaren later voor het eerst in de huid zou kruipen van de superheld Iron Man in de gelijknamige film van Marvel. In 2013 werd Black ingeschakeld om de sequel Iron Man 3 te regisseren.

## Filmografie
| Jaar | Titel                                     | Regisseur | Scenarist | Acteur | Personage                  |
| ---- | ----------------------------------------- | --------- | --------- | ------ | -------------------------- |
| 1986 | Night of the Creeps                       |           |           |        | Agent in politiekantoor    |
| 1987 | Lethal Weapon                             |           |           |        |                            |
| 1987 | Predator                                  |           |           |        | Hawkins                    |
| 1987 | The Monster Squad                         |           |           |        |                            |
| 1988 | Dead Heat                                 |           |           |        | Politieagent               |
| 1989 | Lethal Weapon 2                           |           |           |        |                            |
| 1991 | The Last Boy Scout                        |           |           |        |                            |
| 1991 | Dark Justice (tv-serie)                   |           |           |        | Caldecott Rush             |
| 1993 | RoboCop 3                                 |           |           |        | Donnelly                   |
| 1993 | Last Action Hero                          |           |           |        |                            |
| 1994 | Night Realm                               |           |           |        | n.v.t.                     |
| 1996 | The Long Kiss Goodnight                   |           |           |        |                            |
| 1997 | As Good as It Gets                        |           |           |        | Brian, manager van Cafe 24 |
| 1997 | An Alan Smithee Film: Burn Hollywood Burn |           |           |        | Als zichzelf               |
| 2005 | Kiss Kiss Bang Bang                       |           |           |        |                            |
| 2007 | Monkeys                                   |           |           |        | n.v.t.                     |
| 2013 | Iron Man 3                                |           |           |        |                            |
| 2013 | Agent Carter                              |           |           |        | Onherkenbare Stem          |
| 2016 | The Nice Guys                             |           |           |        |                            |